# アレックス・カブレラ
アレックス・カブレラ（Alex Cabrera、本名：アレクサンデル・アルベルト・カブレラ〈スペイン語: Alexander Alberto Cabrera〉、1971年12月24日 - ）は、ベネズエラ・モナガス州カリピト出身の元プロ野球選手（内野手）。右投右打。
タフィ・ローズとともにパシフィック・リーグのシーズン本塁打数最多記録（55本）を保持する。

## 経歴

### マイナーリーグ・メキシコ時代
1991年5月1日にシカゴ・カブスとマイナー契約を結ぶ。1992年からメジャーリーグ傘下で5年間プレーするも、A+級が最高だった。
1996年12月16日に放出された。
1997年からリーガ・メヒカーナ・デ・ベイスボルのメキシコシティ・タイガースでプレー。シーズン途中にミナティトラン・オイラーズへ移籍。11月14日にタンパベイ・デビルレイズとマイナー契約を結んだ。
1998年、メキシコシティ・タイガースへ復帰。10月16日にデビルレイズをFAとなった。

### 台湾時代
1999年は台湾の中華職棒（和信ホエールズ）でプレーした。なお当時同チームでコーチをしていた立石充男が阪神タイガース監督野村克也に獲得を薦めたものの、結局阪神は獲得しなかった。

### ダイヤモンドバックス時代
1999年12月14日にアリゾナ・ダイヤモンドバックスとマイナー契約を結んだ。
2000年は、ルーキー級アリゾナリーグ・ダイヤモンドバックス、AA級エルパソ・ディアブロス、AAA級ツーソン・サイドワインダーズ、MLBのダイヤモンドバックスの4階級でプレーする。特にAA級エルパソでは53試合で打率.382・35本塁打・OPS1.438の活躍を見せ（AAA級ツーソンでは21試合で.282・4本塁打・OPS.867）、6月にはメジャー昇格を果たした。メジャーでも、初打席初本塁打デビューするなど活躍していたが、徐々に失速し、打率.263・5本塁打・OPS.799でシーズンを終了する。
2000年シーズン終了後の12月7日に、ダイヤモンドバックスの監督交代をもって西武ライオンズへ保有権が譲渡された。

### 西武時代
2001年、64試合で30本塁打に到達というプロ野球タイ記録を作るなど、NPB1年目の最多記録となる49本塁打を放つ。同期入団のスコット・マクレーンとのコンビも「ツインバズーカ砲」として話題になった。三振もリーグ最多だったが、圧倒的な長打力で日本プロ野球界を席捲した。同年のオールスターゲームにも出場し、第1戦は「5番・一塁手」として先発出場。第2戦は6回に小笠原道大の代打として登場し、全セ3番手の井川慶（阪神タイガース）から横浜スタジアムの場外に飛び出す本塁打を放った。
2002年は6月に腰痛で出場登録を抹消。前年に比べ本塁打のペースが上がらなかったが、7月1日の千葉ロッテマリーンズ戦から同6日の大阪近鉄バファローズ戦まで来日初の4試合連続本塁打を放つなど7月は11本塁打を放ち、8月に15本塁打、9月に10本塁打を記録し史上初の3か月連続2桁本塁打を記録した。9月10日のダイエー戦で史上最速のペースで球団新記録となる50号を達成し、3日後には51本目の本塁打を放ち打率.335、109打点で初めて三冠1位となった。135試合目（出場は123試合目）となる10月2日の近鉄戦（西武ドーム）で岡本晃からソロ本塁打を放ち、王貞治とタフィ・ローズが有していた当時の日本タイ記録となるシーズン55本塁打に並んだ。このシーズンは高めにストライクゾーンが広がるいわゆる新ストライクゾーン導入もあり（同年限りで廃止）、リーグ打率は00年代ではもっとも低い.255、リーグ総本塁打数も前年から150本以上減少するなど打低化が顕著であったにもかかわらず、打率.336（リーグ2位）、55本塁打（リーグ1位）、115打点（リーグ2位）、四球数100（リーグ1位）、出塁率.467（リーグ1位）、長打率.756（リーグ1位）、OPS1.223（リーグ1位）を記録するなど好成績を収めて西武のリーグ優勝に大きく貢献し、パ・リーグMVPにも輝いた。読売ジャイアンツ（巨人）との日本シリーズでは全試合4番で先発出場。このシリーズで西武は巨人に4連敗のストレート負けを喫したものの、カブレラは第1戦で上原浩治、第2戦で岡島秀樹から2試合連続本塁打を放ち、第3戦では工藤公康から先制適時打を放つなどこのシリーズで大きく低迷した西武打線の中で1人気を吐き、敢闘選手賞を受賞した。日米野球第6戦の試合前には米紙記者に対して「エージェントが今、4チームと話をしている」と発言。カンザスシティ・ロイヤルズ、アトランタ・ブレーブス、オークランド・アスレチックス、ボルチモア・オリオールズの名前を挙げ「できれば来年メジャーに行きたい。けれども日本にいる可能性もあるから…」と発言していたが、最終的に西武に残留。
2003年、落合博満が1985年とその翌年に達成して以来史上2人目となる2年連続50本塁打を放った。「2年間で105本塁打」はNPB記録である（2023年シーズン終了時点）。3年間で150本塁打以上を記録した史上初の選手となった。同時に2年連続打率3割、入団から3年連続での100打点も達成。しかし、タフィ・ローズの51本塁打には及ばず、本塁打王は逃した。
2004年3月のオープン戦で、近鉄の山村宏樹から死球を受け右腕を骨折、前半戦の大半を棒に振ったが、驚異的な回復力で4か月後の6月後半に復帰し、64試合の出場で25本塁打。更に同年より導入されたパ・リーグのプレーオフでも北海道日本ハムファイターズとの第1ステージ第3戦に逆転満塁本塁打を放つなどリーグ優勝に貢献、中日ドラゴンズとの日本シリーズでも3本塁打を放ち、チーム12年ぶりの日本一に貢献。
2005年は3度目の打率3割、リーグ3位の92打点、36本塁打を記録。リーグ最多の15敬遠（2位はフリオ・ズレータらの6）と、勝負を避けられる場面も目立った。6月3日の対横浜戦（インボイスSEIBUドーム）の2回、三浦大輔から放った打球はレフトの屋根に当たって左中間のグランドに落ちた。これはインボイスSEIBUドームのグラウンドルールにより認定本塁打とされた。打球が直撃した屋根の鉄骨部分には記念プレートが取り付けられた。7月11日の対ロッテ戦（インボイス）の2回に小林宏之から来日200号本塁打を放つ。538試合での200本塁打はラルフ・ブライアントの578試合を大きく更新する最速記録となった。来日以来、同シーズン終了までの5年間で通算215本塁打を記録したが、宇根夏樹によればこれはNPB記録である。
2006年は小笠原と同点（100打点）で、自身初となる打点王のタイトルを獲得した。三冠王を狙える位置にいたが、本塁打は小笠原に1本及ばず、打率は松中信彦に9厘及ばずにどちらも2位だった。シーズン中、スポーツ紙でたびたび移籍を考える発言をし、巨人や中日といったセ・リーグの球団に売り込むような発言が目立ったが、2007年の9月に「契約がまとまれば生涯西武でもいい、またこのチームで現役を終えたい」など以前の確執は解消されたような報道がされた。
2007年、4月29日の対ロッテ戦（グッドウィルドーム）で成瀬善久から来日250号本塁打を放つ。733試合での250本塁打はラルフ・ブライアントに並ぶ最速タイ記録となった。7月に故障で欠場するが、7月31日の本拠地・グッドウィルドームでの対日本ハム戦で復帰した。しかし、復帰後は調子が上がらず、一時はリーグトップに立っていた打率も徐々に下がり、打撃三部門において前年から大きく数字を下げてしまった。来日後規定打席に到達しながら30本塁打に達しなかった初のシーズンとなり、不動の4番の座もG.G.佐藤に譲ることもたびたびあった。それでも打率.295（リーグ8位）、27本塁打（リーグ3位）、81打点（リーグ5位）で、打点と本塁打はチームトップだった。得点圏打率はチームトップの.331を記録。4年ぶり3度目のベストナイン（一塁手部門）を受賞した。しかし高額年俸がネックとなり、10月30日に西武ライオンズがカブレラとの翌年の契約を結ばない方針であることが明らかになり、11月30日付で自由契約公示された。自由契約後はオリックス・バファローズが獲得に乗り出し交渉を行ったが、薬物疑惑（後述）により交渉は難航した。

### オリックス時代
2008年1月9日にオリックスと年俸2億5000万円プラス出来高5000万円の単年契約で正式に契約を交わし、西武時代に3年連続で本塁打王を争ったかつてのライバル、ローズとも同僚となった。背番号は西武と同じ42に決まった（それまで42をつけていた清水章夫投手は13に変更となった）。メディカルチェックで薬物の陽性反応が出たら、契約を破棄できる契約となっていることも話題となった。春先は極度の不振に陥ったが、月が経つにつれて徐々に調子を上げていき、5月9日の対西武戦（京セラドーム大阪）で岡本真也から本塁打を放ち、史上3人目のセ・パ13球団から本塁打を達成。6月14日の対中日戦では、9回裏にそれまでサヨナラ本塁打を打たれたことの無かった岩瀬仁紀から逆転サヨナラ2点本塁打を打った。8月は月間で4割の打率を残し月間MVPを獲得するなど、チームのAクラス入りに大きく貢献した。8月20日の対楽天戦（スカイマークスタジアム）で青山浩二から来日300号本塁打を放つ。934試合での300本塁打は田淵幸一の1072試合を大きく更新する最速記録となった。10月29日に自身初となるゴールデングラブ賞を受賞（ただし、該当の一塁手部門は「該当者なし」が53票と最多であったが有効投票数である143の過半数（72以上）に満たなかったために受賞し、カブレラの得票は40票であった）。オリックスの一塁手がゴールデングラブ賞を獲得するのは1987年のブーマー・ウェルズ以来だった。
2009年、第2回WBCベネズエラ代表候補に選出されるが最終メンバーから落選。4月23日の対西武戦（京セラドーム）の1回裏に三塁走者としていた場面で、打者後藤光尊のファウルボールが右足小指に直撃し、全治2か月の骨折を負った。7月7日の対ソフトバンク戦で一軍復帰を果たし、この試合で大隣憲司から決勝打を放った。この月は出場全試合で安打を放ち、月間打率.409で自身6度目となる月間MVPを獲得した。8月7～9日に行われたチームイベント「Bs大坂夏の陣」にて、外国人選手の名前に漢字を当てる企画の中で台湾時代の登録名の「亜力士」が再び使用された。8月7日の対ロッテ戦で球審に対して暴言を吐いたとして通算6度目（オリックスとして初）の退場処分を受ける。9月19日、左胸から背筋に痛みを訴えて再び登録抹消。65試合の出場、13本塁打39打点はいずれも来日後最低だった。7月19日には一軍登録日数が8年に達し、国内移籍が可能なフリーエージェント資格取得の条件を満たしたため、翌年より外国人枠を外れ、日本人選手扱いとなった。
2010年は開幕戦を「4番・指名打者」として起用される予定だったが、カブレラが指名打者の起用を拒んだ発言をしたことで、この年から監督に就任した岡田彰布がこれを自分勝手な発言と捉えたために、カブレラに対する制裁措置として急遽スタメンから外された。4月24日に左脇腹痛で登録抹消され、その後一軍に復帰するも、5月19日に左太もも裏を痛めて再び登録抹消された。7月30日の対楽天戦で通算4000打数に到達し、王貞治の.634に次いで歴代2位となる長打率.614を記録した（規定打数に達し長打率で6割を超えたのは王とカブレラのみ。3位は松井秀喜の.582）。112試合に出場し、打率.331、24本塁打、82打点、リーグトップのOPS.997という成績を残したが、オフの残留交渉では複数年契約を求めるカブレラ側と単数年契約を求める球団側とのねじれが生じ、球団から自由契約を公示された。

### ソフトバンク時代
2011年1月5日にソフトバンクと2年総額3億6000万円プラス出来高で正式に契約を交わした。背番号は西武、オリックス時代と同じ42に決まった。4月15日の対西武戦にて藤田太陽からチーム第1号となるサヨナラ本塁打を放った。また、5月14日の対西武戦で通算350号本塁打を放った。しかし、シーズン中は度重なる故障に加え、この年より導入された統一球に苦しみ、最終的に89試合の出場に終わり、打率.225、10本、35打点と、来日以来最低の成績だった2009年の記録を更に下回ってしまった。
2012年は開幕は故障もあり二軍スタートとなった。6月に昇格したが再び抹消され7月24日、球団より退団が決まった旨の発表がなされた。結局日本時代ではワーストの8試合の出場に終わった。

### ソフトバンク退団後
2012年12月、母国ベネズエラのウィンターリーグ、リーガ・ベネソラーナ・デ・ベイスボル・プロフェシオナルのティブロネス・デ・ラ・グアイラに所属し、レオネス・デル・カラカスの捕手である息子のラモンと待望の初対決。1打席目に本塁打を放ち、ホームベースを踏んだ直後にユニホームを脱ぎラモンに投げ渡し、現役引退を表明した。
2013年のウィンターリーグで現役復帰。前年に続きベネズエラのティブロネスに所属し、同リーグのシーズン本塁打記録を塗り替える活躍を見せた。
2014年1月にはオリックスが前年限りでソフトバンクへ移籍した李大浩に代わる4番として再獲得に乗り出していることが報じられたが、同月29日にユニエスキー・ベタンコートを獲得したため復帰することはなく、リーガ・メヒカーナ・デ・ベイスボルのベラクルス・レッドイーグルスと契約。しかし、4月24日に禁止薬物のステロイドを使用したとしてリーガ・メヒカーナ・デ・ベイスボルから永久追放されたが、潔白を主張し後に調査の結果処分は解除された。このシーズンもウィンターリーグではベネズエラのティブロネスでプレー。
2015年は所属球団なく、10月からベネズエラのウィンターリーグでプレーし、このシーズンもティブロネスに所属。2015-2016シーズンで本塁打王と打点王の2冠、MVPを獲得。
2020年には、ベネズエラで牧場の経営をしており、和牛を育てていることをインタビューで明かしている。

## 選手としての特徴

### 打撃

打撃フォーム

打席で構える際に行っていた背中を後方に反る独特の構えが特徴で、その構えはカブレラが西武時代に高校生であった平田良介や中田翔も模倣するなど全国の高校球児にも伝播するほどの人気を誇ったが、オリックスに移籍した2008年頃からは持病の腰痛のため、反らずに担ぐようになっている。
2010年までは年単位での打撃不振が一度も無く、日本球界を代表する本塁打打者の1人として不動の地位を確立していた強打者。アッパースイングからの豪快なフルスイングが魅力のパワーヒッターだが、バットコントロールも極めて巧みで走者がいる場面では広角に打ち分けることもできる上、ここぞという場面ではコンパクトなスイングや持ち前の反射神経を生かした単打狙いのバッティングができる器用さも備えており、規定打席に到達した7年のうち5度打率3割を記録している。
- 札幌ドームの完成以降の天井に当たった6度の打球はいずれもカブレラによるものであり、天井に当たって二塁打になった際には「間違いなく200mは飛んでたね」とインタビューで答えたことがある。
- 2002年5月6日に東京ドームで行われた日本ハム戦、同点で迎えた9回表にクリス・シールバックが投じた内角直球（初球）をジャストミートで放った打球は[26]、左翼手定位置上方の屋根を直撃し左翼フェンス10メートル手前に落ちたが[26]、東京ドームのローカルルールにより天井に当たってフェアゾーンに落ちてきたボールはそのままインプレーとして扱われるため、記録上は「ヒット」となった。この打球の推定飛距離は200mともいわれている[27]。カブレラは「生涯最高のあたりがどうしてシングルなんだ？」とコメントし[26]、伊原春樹監督も「だれもがホームランと確信していたし、今のルールではファンの楽しみも壊してしまう」と、審判団に猛抗議するとともにルールの改正を訴えた[26]。

そのパワーは井端弘和が「自分が金属バットを使っても敵わない」と評するほどのものであり、2021年9月に彼が公開した動画ではパワーランキング外国人OB部門1位を獲得した。

#### セイバーメトリクスの観点から
2012年終了時点で通算RCAA370.86、XR+は357.50は外国人枠の選手では歴代2位、2002年のRCAA82.31、RCWIN8.83は王貞治を除けばシーズン歴代2位、XR+75.20、XRWIN7.95は王を除いてシーズン歴代1位を記録するなど、傑出度において歴代屈指の打者である。

### 守備
来日1年目には4試合右翼手を守ったこともあるが、以降は主に一塁を守る。守備範囲は狭く動きも俊敏とは言えないが、グラブ捌きは柔らかく、捕球の能力には定評がある。一方で投手との連係、送球、バント処理などの際に雑な動きが見られるなど集中力を欠くこともある。

## 人物
家族は夫人との間に一男一女がいる。長男のラモン・カブレラは2015年9月にシンシナティ・レッズでメジャーデビューを果たし、親子二代でメジャーリーガーとなった。ラモンはマイナー時代の2011年にフロリダ・ステートリーグの首位打者と本塁打王を獲得している。
西武退団後、両腕に派手な刺青をほどこした。2011年のソフトバンク移籍以降は3分の1ほどの試合で刺青を隠す黒いサポーターを両腕に着用して出場することがあり、ソフトバンク首脳陣から刺青を露出してのプレーに苦言があったとの説もあったが、ヤフードームでの主催試合でも刺青を露出して出場した試合も多く真偽は不明である。
シーズンオフにはベネズエラで開かれるウィンターリーグに参加している。カリビアンシリーズ制覇に貢献したこともあり、また、この参加がもっぱら自主トレ代わりのオフシーズントレーニングとなっているようである。しかし2006年オフは母親の体調不良もあり、同リーグにほとんど参加しないまま来日。翌年の開幕はオープン戦を含め不調のスタートとなった。
退場処分を7回受けている。

### 薬物疑惑
異常に筋肉が発達した体型、2005年頃から身体が一回り小さくなり（筋肉増強剤の服用をやめた時に見られる現象）本塁打の数も減少したこと等から、薬物使用が噂されている。これに対しカブレラ本人は、体が小さくなったのは脚への負担を減らすためにダイエットを行った結果だと説明している。
2007年12月13日、ミッチェル報告書の中で薬物使用の疑いがある選手として名前が挙げられた。それによると、カブレラがダイヤモンドバックスに在籍した2000年9月、球団のクラブハウスに届いたカブレラ宛の荷物にアナボリックステロイドと数百錠の錠剤（後に市販の痩せ薬であることが判明）があるのをクラブハウス係員が発見。カブレラには荷物が紛失したことにしてコミッショナー事務局に報告した。その後、事務局から依頼された麻薬取締局が薬物を検査している間に、選手契約が西武ライオンズに譲渡されたとしている。
2014年には薬物使用疑惑により、一時リーガ・メヒカーナ・デ・ベイスボルを永久追放されていた。日本野球機構関係者によれば「1年間まったく活躍していなくて急に（2013年の）ウインターリーグで打ち出したから、間違いなく（ドーピングを）“やっているな”と思った」と当初から疑惑の目を向けていたという。カブレラ本人は「（移籍を希望していた）自分を他チームでプレーさせたくない幹部の作り事だ。罪は犯していない」と潔白を主張し、その後のリーグの調査の結果処分は解除された。

### カブレラ地蔵

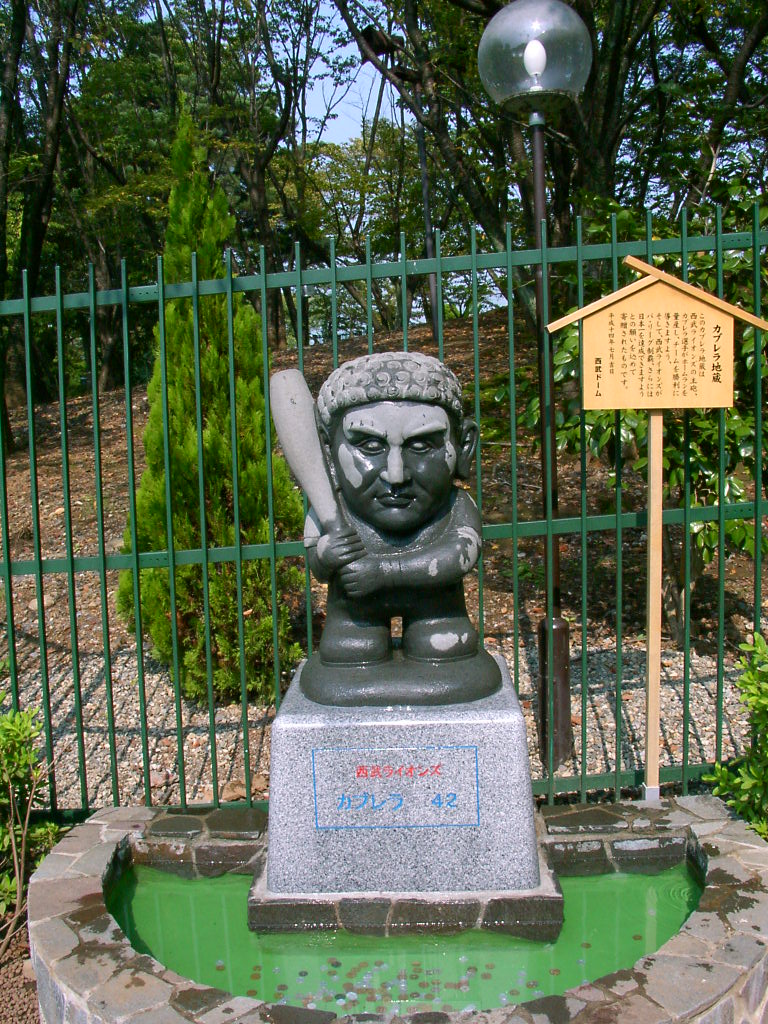
カブレラ地蔵

西武時代、文化放送ライオンズナイターの企画の一つとして、発泡スチロール製の「カブレラ地蔵」が作られたことがある。その後、所沢の石材会社が本当に石で造ったカブレラ地蔵を寄付、西武ドームの入口横に建てられていた。
2008年3月17日、当人が退団したことを理由に、地元の神主による「御霊払い」の儀式を受けて撤去された。地蔵の受け取りをカブレラやオリックスに打診したが、拒否されたために以後は球団事務所によって保管されている（その後カブレラが一時不振となったために地蔵を渡してほしいとオリックス側から要請されたが西武は拒否）。

## 詳細情報

### 年度別打撃成績
| 年 度     | 球 団        | 試 合 | 打 席 | 打 数 | 得 点 | 安 打 | 二 塁 打 | 三 塁 打 | 本 塁 打 | 塁 打 | 打 点 | 盗 塁 | 盗 塁 死 | 犠 打 | 犠 飛 | 四 球 | 敬 遠 | 死 球 | 三 振 | 併 殺 打 | 打 率 | 出 塁 率 | 長 打 率 | O P S |
| --------- | ------------ | ----- | ----- | ----- | ----- | ----- | -------- | -------- | -------- | ----- | ----- | ----- | -------- | ----- | ----- | ----- | ----- | ----- | ----- | -------- | ----- | -------- | -------- | ----- |
| 1999      | 和信         | 80    | 335   | 302   | 63    | 98    | 23       | 0        | 18       | 175   | 64    | 6     | 2        | 0     | 3     | 27    | 0     | 3     | 58    | 9        | .325  | .382     | .579     | .962  |
| 2000      | ARI          | 31    | 87    | 80    | 10    | 21    | 2        | 1        | 5        | 40    | 14    | 0     | 0        | 0     | 2     | 4     | 0     | 1     | 21    | 3        | .263  | .299     | .500     | .799  |
| 2001      | 西武         | 139   | 605   | 514   | 96    | 145   | 23       | 0        | 49       | 315   | 124   | 3     | 4        | 0     | 3     | 84    | 10    | 4     | 150   | 7        | .282  | .385     | .613     | .998  |
| 2002      | 西武         | 128   | 559   | 447   | 105   | 150   | 23       | 0        | 55       | 338   | 115   | 4     | 1        | 0     | 1     | 100   | 29    | 11    | 117   | 2        | .336  | .467     | .756     | 1.223 |
| 2003      | 西武         | 124   | 533   | 457   | 85    | 148   | 24       | 0        | 50       | 322   | 112   | 2     | 3        | 0     | 1     | 68    | 15    | 7     | 106   | 14       | .324  | .418     | .705     | 1.123 |
| 2004      | 西武         | 64    | 290   | 250   | 47    | 70    | 14       | 1        | 25       | 161   | 62    | 1     | 2        | 0     | 3     | 34    | 4     | 3     | 71    | 0        | .280  | .369     | .644     | 1.013 |
| 2005      | 西武         | 127   | 528   | 444   | 78    | 133   | 28       | 0        | 36       | 269   | 92    | 1     | 0        | 0     | 2     | 71    | 15    | 11    | 117   | 11       | .300  | .407     | .606     | 1.013 |
| 2006      | 西武         | 126   | 540   | 466   | 74    | 147   | 21       | 1        | 31       | 263   | 100   | 0     | 2        | 0     | 3     | 68    | 7     | 3     | 115   | 12       | .315  | .404     | .564     | .968  |
| 2007      | 西武         | 119   | 501   | 441   | 51    | 130   | 15       | 0        | 27       | 226   | 81    | 0     | 2        | 0     | 1     | 53    | 3     | 6     | 109   | 8        | .295  | .377     | .512     | .890  |
| 2008      | オリックス   | 138   | 576   | 504   | 88    | 159   | 28       | 2        | 36       | 299   | 104   | 2     | 2        | 0     | 4     | 62    | 5     | 6     | 110   | 17       | .315  | .394     | .593     | .987  |
| 2009      | オリックス   | 65    | 275   | 239   | 37    | 75    | 10       | 0        | 13       | 124   | 39    | 0     | 0        | 0     | 1     | 33    | 0     | 2     | 53    | 10       | .314  | .400     | .519     | .919  |
| 2010      | オリックス   | 112   | 481   | 408   | 66    | 135   | 21       | 2        | 24       | 232   | 82    | 1     | 0        | 0     | 2     | 69    | 4     | 2     | 91    | 14       | .331  | .428     | .569     | .997  |
| 2011      | ソフトバンク | 89    | 340   | 311   | 25    | 70    | 13       | 0        | 10       | 113   | 35    | 0     | 0        | 0     | 2     | 25    | 3     | 2     | 94    | 11       | .225  | .285     | .363     | .649  |
| 2012      | ソフトバンク | 8     | 29    | 29    | 1     | 6     | 1        | 0        | 1        | 10    | 3     | 0     | 0        | 0     | 0     | 0     | 0     | 0     | 10    | 0        | .207  | .207     | .345     | .552  |
| CPBL：1年 | CPBL：1年    | 80    | 335   | 302   | 63    | 98    | 23       | 0        | 18       | 175   | 64    | 6     | 2        | 0     | 3     | 27    | 0     | 3     | 58    | 9        | .325  | .382     | .579     | .962  |
| MLB：1年  | MLB：1年     | 31    | 87    | 80    | 10    | 21    | 2        | 1        | 5        | 40    | 14    | 0     | 0        | 0     | 2     | 4     | 0     | 1     | 21    | 3        | .263  | .299     | .500     | .799  |
| NPB：12年 | NPB：12年    | 1239  | 5257  | 4510  | 753   | 1368  | 221      | 6        | 357      | 2672  | 949   | 14    | 16       | 0     | 23    | 667   | 95    | 57    | 1143  | 106      | .303  | .398     | .592     | .990  |

- 各年度の太字はリーグ最高

### 年度別守備成績
| 年 度 | 一塁  | 一塁  | 一塁  | 一塁  | 一塁  | 一塁     | 外野  | 外野  | 外野  | 外野  | 外野  | 外野     |
| 年 度 | 試 合 | 刺 殺 | 補 殺 | 失 策 | 併 殺 | 守 備 率 | 試 合 | 刺 殺 | 補 殺 | 失 策 | 併 殺 | 守 備 率 |
| ----- | ----- | ----- | ----- | ----- | ----- | -------- | ----- | ----- | ----- | ----- | ----- | -------- |
| 2001  | 121   | 983   | 70    | 7     | 92    | .993     | 4     | 3     | 0     | 0     | 0     | 1.000    |
| 2002  | 124   | 1008  | 44    | 13    | 70    | .988     | -     | -     | -     | -     | -     | -        |
| 2003  | 101   | 815   | 60    | 4     | 83    | .995     | -     | -     | -     | -     | -     | -        |
| 2004  | 59    | 479   | 29    | 3     | 30    | .994     | -     | -     | -     | -     | -     | -        |
| 2005  | 111   | 871   | 45    | 5     | 76    | .995     | -     | -     | -     | -     | -     | -        |
| 2006  | 119   | 976   | 61    | 8     | 74    | .992     | -     | -     | -     | -     | -     | -        |
| 2007  | 95    | 759   | 54    | 4     | 61    | .995     | -     | -     | -     | -     | -     | -        |
| 2008  | 132   | 1134  | 68    | 9     | 104   | .993     | -     | -     | -     | -     | -     | -        |
| 2009  | 51    | 439   | 29    | 1     | 38    | .998     | -     | -     | -     | -     | -     | -        |
| 2010  | 85    | 655   | 42    | 4     | 55    | .994     | -     | -     | -     | -     | -     | -        |
| 2011  | 32    | 245   | 15    | 3     | 12    | .989     | -     | -     | -     | -     | -     | -        |
| 2012  | 8     | 54    | 2     | 0     | 1     | 1.000    | -     | -     | -     | -     | -     | -        |
| 通算  | 1038  | 8418  | 519   | 61    | 696   | .993     | 4     | 3     | 0     | 0     | 0     | 1.000    |

- 太字年はゴールデングラブ賞受賞

### タイトル
- 本塁打王：1回（2002年）
- 打点王：1回（2006年）
- 最高出塁率：2回（2002年、2010年） ※8年のブランク受賞は同賞史上最長

### 表彰
- 最優秀選手：1回（2002年）
- ベストナイン：5回（一塁手部門・2002年、2007年、2008年、2010年、指名打者部門・2003年）
- ゴールデングラブ賞：1回（一塁手部門・2008年）
- 日本シリーズ敢闘賞：1回（2002年）
- 日本シリーズ優秀選手賞：1回（2004年）
- 月間MVP：6回（2001年4月、2002年8月、2003年6月、2006年5月、2008年8月、2009年7月）
- オールスターゲーム優秀選手賞：1回（2003年第1戦）
- パ・リーグ連盟特別表彰：1回（2002年） ※当時のシーズン本塁打本数タイ記録を達成したため

### 記録
初記録
- 初出場・初先発出場：2001年3月24日、対千葉ロッテマリーンズ1回戦（西武ドーム）、「4番・指名打者」として先発出場
- 初三振：同上、6回裏に黒木知宏から
- 初安打・初打点：2001年3月27日、対オリックス・ブルーウェーブ1回戦（グリーンスタジアム神戸）、2回表に川越英隆から左前適時打
- 初本塁打：同上、6回表に木田優夫から左越3ラン
- 初盗塁：2001年4月10日、対オリックス・ブルーウェーブ4回戦（西武ドーム）、6回裏に二盗（投手：川越英隆、捕手：日高剛）

節目の記録
- 100本塁打：2002年9月13日、対大阪近鉄バファローズ25回戦（大阪ドーム）、9回表に吉川勝成から左越2ラン ※史上224人目（247試合目で達成、ラルフ・ブライアントに次いで史上2位の速度）
- 150本塁打：2003年9月14日、対日本ハムファイターズ27回戦（西武ドーム）、4回裏に伊藤剛から右中間へソロ ※史上126人目（380試合目で達成、史上最速）
- 200本塁打：2005年7月11日、対千葉ロッテマリーンズ10回戦（インボイスSEIBUドーム）、2回裏に小林宏之から左越ソロ ※史上84人目（538試合目で達成、史上最速）
- 250本塁打：2007年4月29日、対千葉ロッテマリーンズ7回戦（グッドウィルドーム）、6回裏に成瀬善久から中越ソロ ※史上50人目（733試合目での達成、ブライアントに並んで史上最速タイ）
- 1000安打：2008年7月10日、対東北楽天ゴールデンイーグルス14回戦（クリネックススタジアム宮城）、3回表にドミンゴ・グスマンから中前適時打 ※史上251人目
- 300本塁打：2008年8月20日、対東北楽天ゴールデンイーグルス19回戦（スカイマークスタジアム）、6回裏に青山浩二から中越ソロ ※史上33人目（934試合目での達成、史上最速）
- 1000試合出場：2009年7月31日、対埼玉西武ライオンズ14回戦（スカイマークスタジアム）、「4番・一塁手」として先発出場 ※史上431人目
- 1000三振：2010年7月30日、対東北楽天ゴールデンイーグルス16回戦（クリネックススタジアム宮城）、9回表に小山伸一郎から ※史上49人目
- 350本塁打：2011年5月14日、対埼玉西武ライオンズ5回戦（福岡Yahoo!JAPANドーム）、2回裏に岸孝之から中越ソロ ※史上25人目（1169試合目での達成、史上最速）

13球団からの本塁打
- 全球団から本塁打：2008年5月9日、対埼玉西武ライオンズ10回戦（京セラドーム大阪）、8回裏に岡本真也から左越2ラン ※史上11人目

2004年限りで消滅した近鉄を含む13球団からの本塁打は、史上3人目
その他の記録
- オールスターゲーム出場：5回（2001年、2002年、2003年、2006年、2007年）
- シーズン30本塁打到達スピード1位タイ：64試合（2001年）
- シーズン本塁打：55（2002年）※パ・リーグ記録
- シーズン50本塁打以上：2回（2002年・55本、2003年・50本） ※複数回記録は史上4人目、外国人史上2人目、2年連続の達成は落合博満（1985年・52本、1986年・50本）以来史上2人目

### 背番号
- 38（1999年）
- 39（2000年）
- 42（2001年 - 2012年7月24日）